# Dovjîk, Zinkiv
Dovjîk (în ucraineană Довжик) este un sat în comuna Proțenkî din raionul Zinkiv, regiunea Poltava, Ucraina.

## Demografie
Componența lingvistică a localității Dovjîk
     Ucraineană (90,25%)
     Rusă (3,11%)
Conform recensământului din 2001, majoritatea populației localității Dovjîk era vorbitoare de ucraineană (90,25%), existând în minoritate și vorbitori de rusă (3,11%).